# Королёва, Евдокия Фёдоровна
Евдокия Фёдоровна Королёва (Шахтерская мать, Баба Королиха) (1879—1981) — легендарный шахтёр Донбасса.
Родилась 15 марта 1879 года в г. Юзовка, Бахмутский уезд, Екатеринославской губернии, в многодетной семье рабочего-угольщика.
С 12-летнеговозраста работала на шахте № 30 поселка Рутченково (в 16 верстах от местечка Юзовка) выборщицей породы, плитовой, лампоносом, откатчицей, грузчицей.
В 1941 году эвакуировалась в Караганду (Казахстан), там два года трудилась на шахте № 20-бис вагонщицей. Вернувшись в Донбасс, продолжила работу на шахтах № 31, № 17-17 бис.
Ушла на пенсию в возрасте 87 лет со стажем 75 лет.
Умерла в возрасте 101 года 28 января 1981 года в Донецке. Похоронена на кладбище шахты № 29. В Кировском районе Донецка в её честь названа улица.
Награждена орденами Ленина, Трудового Красного Знамени (дважды), «Знак Почёта», знаками «Шахтерская слава» трёх степеней. Почётный шахтер СССР.